# Richard Estes
Richard Estes (n. 14 mai 1932, Kewanee⁠(d), Illinois, SUA) este un pictor american, cel mai bine cunoscut pentru opera sa fotorealistă.
Estes își creează picturile pe baza fotografiilor. Picturile sale reprezintă adesea peisaje urbane reflectorizante și neînsuflețite și peisaje geometrice. Este considerat unul dintre fondatorii 
fotorealismului de la sfârșitul anilor 1960, alături de alți pictori precum John Baeder, Chuck Close și Audrey Flack.